# Filo quantico
Nella fisica della materia condensata, un filo quantico (dall'inglese quantum wire) è un filo conduttore di elettricità, nel quale gli effetti quantistici condizionano le proprietà di conduzione. A causa del confinamento degli elettroni di conduzione nella direzione trasversale del filo, la loro energia trasversa è quantizzata in una serie di valori discreti:
{\displaystyle E_{0}} (stato fondamentale, minimo valore dell'energia), {\displaystyle E_{1}},... Una conseguenza di questa quantizzazione è che la classica formula per calcolare la resistenza di un filo elettrico :
non è valida per i fili quantici (dove {\displaystyle \rho } è la resistività, {\displaystyle l} è la lunghezza del filo, e {\displaystyle A} è l'area della sezione trasversale del filo).
Per questo motivo è necessario un calcolo esatto dell'energia trasversa degli elettroni confinati per valutare la resistenza del filo. Come conseguenza della quantizzazione dell'energia dell'elettrone si ha che anche la resistenza è quantizzata.
L'entità della quantizzazione è inversamente proporzionale al diametro del nanofilo per un dato materiale. Essa inoltre dipende dalle proprietà elettroniche del materiale e dalla massa efficace degli elettroni. In altri termini questo significa che dipende da come gli elettroni di conduzione interagiscono con gli atomi interni al materiale considerato.
In pratica i semiconduttori mostrano una buona quantizzazione della conduttanza per fili con diametri di grandi dimensioni (100 nm) perché gli elettroni hanno un confinamento esteso.
Per i metalli, la quantizzazione corrispondente al più basso stato di energia si osserva solo nei fili atomici.

## Nanotubi di carbonio come fili quantici
È possibile realizzare fili quantici anche da nanotubi di carbonio, almeno in quantità limitate. I vantaggi di realizzare fili dai nanotubi di carbonio includono un'alta conduttività elettrica (dovuta a una grande mobilità degli elettroni), peso ridotto, piccolo diametro, bassa reattività chimica ed un elevato carico di rottura.
È stata inoltre sostenuta l'ipotesi che sia possibile creare fili quantici macroscopici. Con una fune di nanotubi di carbonio, non è necessario che ogni singola fibra percorra l'intera lunghezza, poiché l'effetto tunnel permette agli elettroni di saltare da un filo all'altro. Questo rende i fili quantici interessanti per utilizzi commerciali.
A partire dall'aprile del 2005, la NASA ha investito 11 milioni di dollari per 4 anni, insieme alla Rice University, per sviluppare un filo quantico con una conduttività elettrica 10 volte migliore di quella del rame, ma con un peso sei volte inferiore. Il filo sarebbe fatto con nanotubi di carbonio ed aiuterebbe a ridurre il peso degli Shuttle di prossima generazione; tuttavia potrebbe trovare anche altre applicazioni.